# Élections municipales de 2021 dans Les Collines-de-l'Outaouais
Pour un article plus général, voir Élections municipales de 2021 en Outaouais.
Cet article concerne les élections municipales de 2021 en Outaouais dans la municipalité régionale de comté dans Les Collines-de-l'Outaouais.

## Cantley
|             | Élection (2017) | Dissolution (2021) | Élection (2021)                                                                                                  |
| Maire       | Madeleine Brunette | Madeleine Brunette | David Gomes |
| Conseillers | Aimé Sabourin Jocelyne Leroux-Lapierre Jean-Benoît Trahan Sarah Plamondon Louis-Simon Joanisse Jean-Nicholas De Bellefeuille | Aimé Sabourin Jocelyne Leroux-Lapierre Jean-Benoît Trahan Sarah Plamondon Louis-Simon Joanisse Jean-Nicholas De Bellefeuille | Nathalie Bélisle Jean Bosco Philippe Normandin Sarah Plamondon Jean-Charles Lalonde Jean-Nicolas de Bellefeuille |

| Taux de participation :                | Taux de participation :                | Taux de participation :                | Taux de participation :                | Taux de participation :                | 39,4 % |
| Nombre de votes valides :              | Nombre de votes valides :              | Nombre de votes valides :              | Nombre de votes valides :              | Nombre de votes valides :              | 3 235  |
| Nombre de votes rejetées à la mairie : | Nombre de votes rejetées à la mairie : | Nombre de votes rejetées à la mairie : | Nombre de votes rejetées à la mairie : | Nombre de votes rejetées à la mairie : | 0      |
| Nombre d'électeurs inscrits :          | Nombre d'électeurs inscrits :          | Nombre d'électeurs inscrits :          | Nombre d'électeurs inscrits :          | Nombre d'électeurs inscrits :          | 8 202  |

| Candidats pour la mairie                 | Vote  | %     |
| ---------------------------------------- | ----- | ----- |
| David Gomes                              | 1 883 | 58,21 |
| Aimé Sabourin (Sortant d'un autre poste) | 1 352 | 41,79 |

| Candidats district #1 - des Monts | Vote | %     |
| --------------------------------- | ---- | ----- |
| Nathalie Bélisle                  | 409  | 70,15 |
| Patrick Morin                     | 174  | 29,85 |

| Candidats district #2 - des Prés | Vote | %     |
| -------------------------------- | ---- | ----- |
| Jean Bosco                       | 385  | 60,92 |
| Denis Lamothe                    | 247  | 39,08 |

| Candidats district #3 - de la Rive | Vote | %     |
| ---------------------------------- | ---- | ----- |
| Philippe Normandin                 | 279  | 57,41 |
| Steve Godmaire                     | 207  | 42,59 |

| Candidats district #4 - du Parc | Vote            | %               |
| ------------------------------- | --------------- | --------------- |
| Sarah Plamondon (Sortante)      | Sans opposition | Sans opposition |

| Candidats district #5 - des Érables | Vote | %     |
| ----------------------------------- | ---- | ----- |
| Jean-Charles Lalonde                | 300  | 50,85 |
| Louis Simon Joanisse (Sortant)      | 290  | 49,15 |

| Candidats district #6 - des Lacs       | Vote            | %               |
| -------------------------------------- | --------------- | --------------- |
| Jean-Nicolas de BelleFeuille (Sortant) | Sans opposition | Sans opposition |

## Chelsea
|             | Élection (2017)                                                                    | Dissolution (2021)                                                                  | Élection (2021)                                                                       |
| Maire       | Caryl Green                                                                        | Caryl Green                                                                         | Pierre Guénard                                                                        |
| Conseillers | Simon Joubarne Pierre Guénard Greg McGuire Kay Kerman Jean-Paul Leduc Robin McNeil | Simon Joubarne Pierre Guénard Greg McGuire Kay Kerman Jean-Paul Leduc Kimberly Chan | Enrico Valente Dominic Labrie Cybèle Wilson Christopher Blais Rita Jain Kimberly Chan |

| Taux de participation :                | Taux de participation :                | Taux de participation :                | Taux de participation :                | Taux de participation :                | 44,7 % |
| Nombre de votes valides :              | Nombre de votes valides :              | Nombre de votes valides :              | Nombre de votes valides :              | Nombre de votes valides :              | 2 598  |
| Nombre de votes rejetées à la mairie : | Nombre de votes rejetées à la mairie : | Nombre de votes rejetées à la mairie : | Nombre de votes rejetées à la mairie : | Nombre de votes rejetées à la mairie : | 11     |
| Nombre d'électeurs inscrits :          | Nombre d'électeurs inscrits :          | Nombre d'électeurs inscrits :          | Nombre d'électeurs inscrits :          | Nombre d'électeurs inscrits :          | 5 835  |

| Candidats pour la mairie                  | Vote  | %     |
| ----------------------------------------- | ----- | ----- |
| Pierre Guénard (Sortant d'un autre poste) | 1 650 | 63,51 |
| Shelley Fraser                            | 948   | 36,49 |

| Candidats district #1 | Vote            | %               |
| --------------------- | --------------- | --------------- |
| Enrico Valente        | Sans opposition | Sans opposition |

| Candidats district #2 | Vote | %     |
| --------------------- | ---- | ----- |
| Dominic Labrie        | 274  | 47,32 |
| Mikhael Bourassa      | 247  | 42,66 |
| Geoffrey White        | 58   | 10,02 |

| Candidats district #3 | Vote | %     |
| --------------------- | ---- | ----- |
| Cybèle Wilson         | 238  | 55,22 |
| Brenda Brulotte       | 193  | 44,78 |

| Candidats district #4 | Vote | %     |
| --------------------- | ---- | ----- |
| Christopher Blais     | 354  | 74,21 |
| Elizabeth A. Macfie   | 123  | 25,79 |

| Candidats district #5 | Vote            | %               |
| --------------------- | --------------- | --------------- |
| Rita Jain             | Sans opposition | Sans opposition |

| Candidats district #6    | Vote            | %               |
| ------------------------ | --------------- | --------------- |
| Kimberly Chan (Sortante) | Sans opposition | Sans opposition |

## L'Ange-Gardien
|             | Élection (2017)                                                                         | Dissolution (2021)                                                                     | Élection (2021)                                                                         |
| Maire       | Marc Louis-Seize                                                                        | Marc Louis-Seize                                                                       | Marc Louis-Seize                                                                        |
| Conseillers | Luc Verner Martin Proulx Sonia St-Louis Luc Prud'homme Martin Prescott Sébastien Renaud | Luc Verner Martin Proulx Nancy D'Amour Luc Prud'homme Martin Prescott Sébastien Renaud | Luc Verner Martin Proulx Pierre Pharand Luc Prud'homme Martin Prescott Sébastien Renaud |

| Taux de participation :                | Taux de participation :                | Taux de participation :                | Taux de participation :                | Taux de participation :                | 30,5 % |
| Nombre de votes valides :              | Nombre de votes valides :              | Nombre de votes valides :              | Nombre de votes valides :              | Nombre de votes valides :              | 1 433  |
| Nombre de votes rejetées à la mairie : | Nombre de votes rejetées à la mairie : | Nombre de votes rejetées à la mairie : | Nombre de votes rejetées à la mairie : | Nombre de votes rejetées à la mairie : | 9      |
| Nombre d'électeurs inscrits :          | Nombre d'électeurs inscrits :          | Nombre d'électeurs inscrits :          | Nombre d'électeurs inscrits :          | Nombre d'électeurs inscrits :          | 4 726  |

| Candidats pour la mairie   | Vote  | %     |
| -------------------------- | ----- | ----- |
| Marc Louis-Seize (Sortant) | 1 156 | 80,67 |
| Michel Dambremont          | 277   | 19,33 |

| Candidats district du Lièvre (1) | Vote            | %               |
| -------------------------------- | --------------- | --------------- |
| Luc Verner (Sortant)             | Sans opposition | Sans opposition |

| Candidats district Lac Donaldson (2) | Vote            | %               |
| ------------------------------------ | --------------- | --------------- |
| Martin Proulx (Sortant)              | Sans opposition | Sans opposition |

| Candidats district du Plateau (3) | Vote | %     |
| --------------------------------- | ---- | ----- |
| Pierre Pharand                    | 120  | 51,06 |
| Nancy D'Amour (Sortante)          | 115  | 48,94 |

| Candidats district Glen Almond (4) | Vote            | %               |
| ---------------------------------- | --------------- | --------------- |
| Anne-Marie Arcand                  | Sans opposition | Sans opposition |

| Candidats district des Arpents-Verts (5) | Vote            | %               |
| ---------------------------------------- | --------------- | --------------- |
| Karine Roy-Tremblay                      | Sans opposition | Sans opposition |

| Candidats district Carrière (6) | Vote            | %               |
| ------------------------------- | --------------- | --------------- |
| Sébastien Renaud (Sortant)      | Sans opposition | Sans opposition |

- Démission de Karine Roy-Tremblay, conseillère district des Arpents-Verts (5), avant la séance du 8 août 2023[1].

- Élection d'Éric Antoine au poste de conseiller district des Arpents-Verts (5) le 12 novembre 2023[2].

| Candidats district des Arpents-Verts (5) | Vote      | %     |
| ---------------------------------------- | --------- | ----- |
| Éric Antoine                             | 177       | 71,37 |
| Robert Mercier                           | 71        | 28,63 |
| Bulletins rejetés                        | 2         |       |
| Taux de participation                    | 248 / 968 | 25,83 |

## La Pêche
|             | Élection (2017)                                                                                                 | Dissolution (2021)                                                                                              | Élection (2021)                                                                                            |
| Maire       | Guillaume Lamoureux                                                                                             | Guillaume Lamoureux                                                                                             | Guillaume Lamoureux                                                                                        |
| Conseillers | Réjean Desjardins Michel Gervais Francis Beausoleil Carolane Larocque Pamela Ross Claude Giroux Richard Gervais | Réjean Desjardins Michel Gervais Francis Beausoleil Carolane Larocque Pamela Ross Claude Giroux Richard Gervais | Daniel Meunier Carolane Larocque Francis Beausoleil Pierre Lebel Pamela Ross Claude Giroux Richard Gervais |

| Taux de participation :                | Taux de participation :                | Taux de participation :                | Taux de participation :                | Taux de participation :                | 46,4 % |
| Nombre de votes valides :              | Nombre de votes valides :              | Nombre de votes valides :              | Nombre de votes valides :              | Nombre de votes valides :              | 3 145  |
| Nombre de votes rejetées à la mairie : | Nombre de votes rejetées à la mairie : | Nombre de votes rejetées à la mairie : | Nombre de votes rejetées à la mairie : | Nombre de votes rejetées à la mairie : | 23     |
| Nombre d'électeurs inscrits :          | Nombre d'électeurs inscrits :          | Nombre d'électeurs inscrits :          | Nombre d'électeurs inscrits :          | Nombre d'électeurs inscrits :          | 6 825  |

| Candidats pour la mairie      | Vote  | %     |
| ----------------------------- | ----- | ----- |
| Guillaume Lamoureux (sortant) | 2 279 | 72,46 |
| Luc Richard                   | 866   | 27,54 |

| Candidats district #1 | Vote | %     |
| --------------------- | ---- | ----- |
| Daniel Meunier        | 142  | 38,27 |
| Daniel Laflèche       | 140  | 37,74 |
| Christian Philippe    | 89   | 23,99 |

| Candidats district #2                         | Vote | %     |
| --------------------------------------------- | ---- | ----- |
| Carolane Larocque (Sortante d'un autre poste) | 282  | 67,63 |
| Julien (Charly) Meunier                       | 135  | 32,27 |

| Candidats district #3        | Vote | %     |
| ---------------------------- | ---- | ----- |
| Francis Beausoleil (Sortant) | 352  | 62,63 |
| Jean Meunier                 | 210  | 37,37 |

| Candidats district #4 | Vote | %     |
| --------------------- | ---- | ----- |
| Pierre Lebel          | 260  | 53,72 |
| Monica Blaylock       | 124  | 25,62 |
| Jean-Simon Dion       | 100  | 20,66 |

| Candidats district #5  | Vote            | %               |
| ---------------------- | --------------- | --------------- |
| Pamela Ross (Sortante) | Sans opposition | Sans opposition |

| Candidats district #6    | Vote | %     |
| ------------------------ | ---- | ----- |
| Claude Giroux (Sortante) | 410  | 83,16 |
| Shawn De Neire           | 83   | 16,84 |

| Candidats district #7      | Vote            | %               |
| -------------------------- | --------------- | --------------- |
| Richard Gervais (Sortante) | Sans opposition | Sans opposition |

## Pontiac
|             | Élection (2017)                                                                                | Dissolution (2021)                                                                | Élection (2021)                                                                        |
| Maire       | Joanne Labadie                                                                                 | Joanne Labadie                                                                    | Roger Larose                                                                           |
| Conseillers | Nancy Draper-Maxsom Susan McKay Thomas Howard Scott McDonald Isabelle Patry Leslie-Anne Barber | Vacant Susan McKay Thomas Howard Scott McDonald Isabelle Patry Leslie-Anne Barber | Diane Lacasse Caryl McCann Garry Dagenais Serge Laforest Chantal Allen Jean R. Amyotte |

| Taux de participation :                | Taux de participation :                | Taux de participation :                | Taux de participation :                | Taux de participation :                | 42,5 % |
| Nombre de votes valides :              | Nombre de votes valides :              | Nombre de votes valides :              | Nombre de votes valides :              | Nombre de votes valides :              | 1 980  |
| Nombre de votes rejetées à la mairie : | Nombre de votes rejetées à la mairie : | Nombre de votes rejetées à la mairie : | Nombre de votes rejetées à la mairie : | Nombre de votes rejetées à la mairie : | 19     |
| Nombre d'électeurs inscrits :          | Nombre d'électeurs inscrits :          | Nombre d'électeurs inscrits :          | Nombre d'électeurs inscrits :          | Nombre d'électeurs inscrits :          | 4 699  |

| Candidats pour la mairie  | Vote | %     |
| ------------------------- | ---- | ----- |
| Roger Larose              | 778  | 39,29 |
| Edward McCann             | 678  | 34,24 |
| Joanne Labadie (Sortante) | 524  | 24,46 |

| Candidats district #1 | Vote | %     |
| --------------------- | ---- | ----- |
| Diane Lacasse         | 170  | 45,09 |
| Jean Côté             | 104  | 27,59 |
| Brandan Smith         | 103  | 27,32 |

| Candidats district #2 | Vote | %     |
| --------------------- | ---- | ----- |
| Caryl McCann          | 224  | 56,00 |
| Heinrich Steiner      | 176  | 44,00 |

| Candidats district #3 | Vote | %     |
| --------------------- | ---- | ----- |
| Garry Dagenais        | 159  | 42,40 |
| Mario Allen           | 94   | 25,07 |
| Susan Lamont          | 77   | 20,53 |
| Benoit Gariépy        | 33   | 8,80  |
| Line Martineau        | 12   | 3,20  |

| Candidats district #4    | Vote | %     |
| ------------------------ | ---- | ----- |
| Serge Laforest           | 207  | 65,09 |
| Scott McDonald (Sortant) | 111  | 34,91 |

| Candidats district #5    | Vote | %     |
| ------------------------ | ---- | ----- |
| Serge Laforest           | 207  | 65,09 |
| Scott McDonald (Sortant) | 111  | 34,91 |

| Candidats district #6 | Vote            | %               |
| --------------------- | --------------- | --------------- |
| Jean R. Amyotte       | Sans opposition | Sans opposition |

## Val-des-Monts
|             | Élection (2017)                                                                                        | Dissolution (2021)                                                                                    | Élection (2021)                                                                               |
| Maire       | Jacques Laurin                                                                                         | Jacques Laurin                                                                                        | Jules Dagenais                                                                                |
| Conseillers | Jean Tourangeau Pauline Lafrenière Claude Bergeron Benjamin Campin Mireille Brazeau Michel B. Gauthier | Jean Tourangeau Pauline Lafrenière Claude Bergeron Benjamin Campin Joëlle Gauthier Michel B. Gauthier | Manon Tessier Chantal Renaud Claude Bergeron Serge Lessard Joëlle Gauthier François Sylvestre |

| Taux de participation :                | Taux de participation :                | Taux de participation :                | Taux de participation :                | Taux de participation :                | 32,4 % |
| Nombre de votes valides :              | Nombre de votes valides :              | Nombre de votes valides :              | Nombre de votes valides :              | Nombre de votes valides :              | 3 400  |
| Nombre de votes rejetées à la mairie : | Nombre de votes rejetées à la mairie : | Nombre de votes rejetées à la mairie : | Nombre de votes rejetées à la mairie : | Nombre de votes rejetées à la mairie : | 54     |
| Nombre d'électeurs inscrits :          | Nombre d'électeurs inscrits :          | Nombre d'électeurs inscrits :          | Nombre d'électeurs inscrits :          | Nombre d'électeurs inscrits :          | 10 667 |

| Candidats pour la mairie                      | Vote  | %     |
| --------------------------------------------- | ----- | ----- |
| Julie Dagenais                                | 1 422 | 41,82 |
| Michel B. Gauthier (Sortant d'un autre poste) | 976   | 28,71 |
| Jean Lafrenière                               | 669   | 19,68 |
| Serge De Bellefeuille                         | 333   | 9,97  |

| Candidats district #1     | Vote | %     |
| ------------------------- | ---- | ----- |
| Manon Tessier (Sortante)  | 201  | 31,31 |
| Stéphane Turgeon          | 150  | 23,36 |
| Jean Tourangeau (Sortant) | 129  | 20,09 |
| Gaétan Thibault           | 104  | 16,20 |
| Ghislain Charette         | 58   | 9,03  |

| Candidats district #2 | Vote | %     |
| --------------------- | ---- | ----- |
| Chantal Renaud        | 375  | 66,25 |
| Ladislas K. Bushiri   | 191  | 33,75 |

| Candidats district #3     | Vote | %     |
| ------------------------- | ---- | ----- |
| Claude Bergeron (Sortant) | 305  | 62,63 |
| Benoit Carrière           | 182  | 37,37 |

| Candidats district #4     | Vote | %     |
| ------------------------- | ---- | ----- |
| Serge Lessard             | 352  | 54,40 |
| Benjamin Campin (Sortant) | 295  | 45,60 |

| Candidats district #5      | Vote | %     |
| -------------------------- | ---- | ----- |
| Joëlle Gauthier (Sortante) | 276  | 57,74 |
| Claude Dubois              | 172  | 35,98 |
| Paulette Thanase           | 30   | 6,28  |

| Candidats district #6 | Vote | %     |
| --------------------- | ---- | ----- |
| François Sylvestre    | 335  | 63,21 |
| Charles Éthier        | 195  | 36,79 |

- Démission de Claude Bergeron, conseiller #3, le 11 avril 2023[3].

- Élection de Jacques Lemay au poste de conseiller #3 le 13 août 2023[4].

| Candidats district #3 | Vote                       | %                          |
| --------------------- | -------------------------- | -------------------------- |
| Jacques Lemay         | n/d                        | 64,89                      |
| Benoît Carrière       | n/d                        | 34,35                      |
| Stéphane Turgeon      | Désistement le 4 août 2023 | Désistement le 4 août 2023 |